# 貝斯·庫珀
貝斯·貝里·庫珀（英語：Besse Berry Cooper，1896年8月26日—2012年12月4日），本名貝斯·貝里·布朗，美國超級人瑞，职业为教師。自同胞尤尼斯·桑博恩於2011年1月31日去世後，她成為美國最年長者。2011年6月21日巴西婦人瑪丽亞·戈梅斯·瓦伦廷去世，她被吉尼斯世界紀錄大全確認為全球在世最年長者。2012年12月4日，貝斯·庫珀於喬治亞州门羅（Monroe）的一家安養院中安詳辭世，享嵩壽116歲100天。是最後一位確定生於1896年的人。辭世後，狄娜·曼佛瑞迪尼成為下一位紀錄保持人。

## 生平
貝斯·庫珀出身自田納西州沙利文縣，時值總統格羅弗·克利夫蘭的第二任期。本名為貝斯·貝里·布朗（英語：Besse Berry Brown），在家庭八名子女中排名第三。兒時的她活潑好動，經常與兄長一起爬樹和在河裡戲水。畢業於東田納西州立師範學校（East Tennessee State Normal School），並在移居到佐治亞州之前任職一名教師。1924年移居後，她在沃爾頓縣貝特威恩鎮貝特威恩學校任教。她於同年嫁給路德·庫珀，但她於1963年成為寡婦，並一直獨居，直到她105歲的時候才決定離開老家，她之後居住於門羅的沃爾頓區域醫療中心護養院。
自113歲的比阿特麗斯·法佛於2009年1月19日去世後，庫珀隨即成為佐治亞州最年老居民。在她114歲生日的時候，庫珀共擁有4名子女、11名孫子、15名曾孫及1名玄孫。兒子希德透露她的長壽秘訣可能是樂觀積極的生活方式、經常戶外活動、以及家族良好的基因，庫珀亦在113歲生日時透露過：「我只管自己的事，不吃垃圾食品。」庫珀是田納西州經認證第二年長者，僅次於伊莉莎白·博登。

## 長壽紀錄
- 2011年1月31日，尤尼斯·桑博恩去世，庫珀以114岁158天之齡成為美國經認證的最年長者，直到巴西的瑪丽亞·戈梅斯·瓦伦廷的年齡認證[1]。
- 2011年5月18日，金氏世界紀錄已認證巴西的瑪丽亞·戈梅斯·瓦伦廷是自2010年11月4日起在世最年長者，庫珀當時為在世第二年長者。
- 2011年6月21日，巴西婦人瑪丽亞·戈梅斯·瓦伦廷去世，庫珀以114岁299天之齡再度成為全球在世最年長者[1]。
- 2011年8月9日，庫珀以114岁348天之齡成為生於1896年最年長者。
- 2011年8月26日，庫珀成為有記錄以來第26個達到115歲的人，而且也是第一位自格特鲁德·贝恩斯2009年9月11日去世之後年滿115歲的超級人瑞。
- 2011年12月2日，長谷川千代乃去世，庫珀以115岁98天之齡成為最後一位生於1896年的人。
- 2012年8月26日，庫珀成為歷史上第八位無爭議達到116歲的人。
- 2012年12月4日，庫珀於门羅自然死亡，享嵩壽116歲100天。她的在世最年長者以及美國在世最年長者頭銜均由同胞迪娜·曼弗雷迪尼承接[1]。

## 參看
- 獲驗證的最長壽者列表
- 呂紫劍（未經認證）